# Acmella oleracea
Acmella oleracea es una especie de planta con flor de la familia de las Asteraceae, también conocida como hierba de los dientes o paracress debido a que sus hojas poseen agentes analgésicos empleados a veces para aminorar el dolor de dientes. 

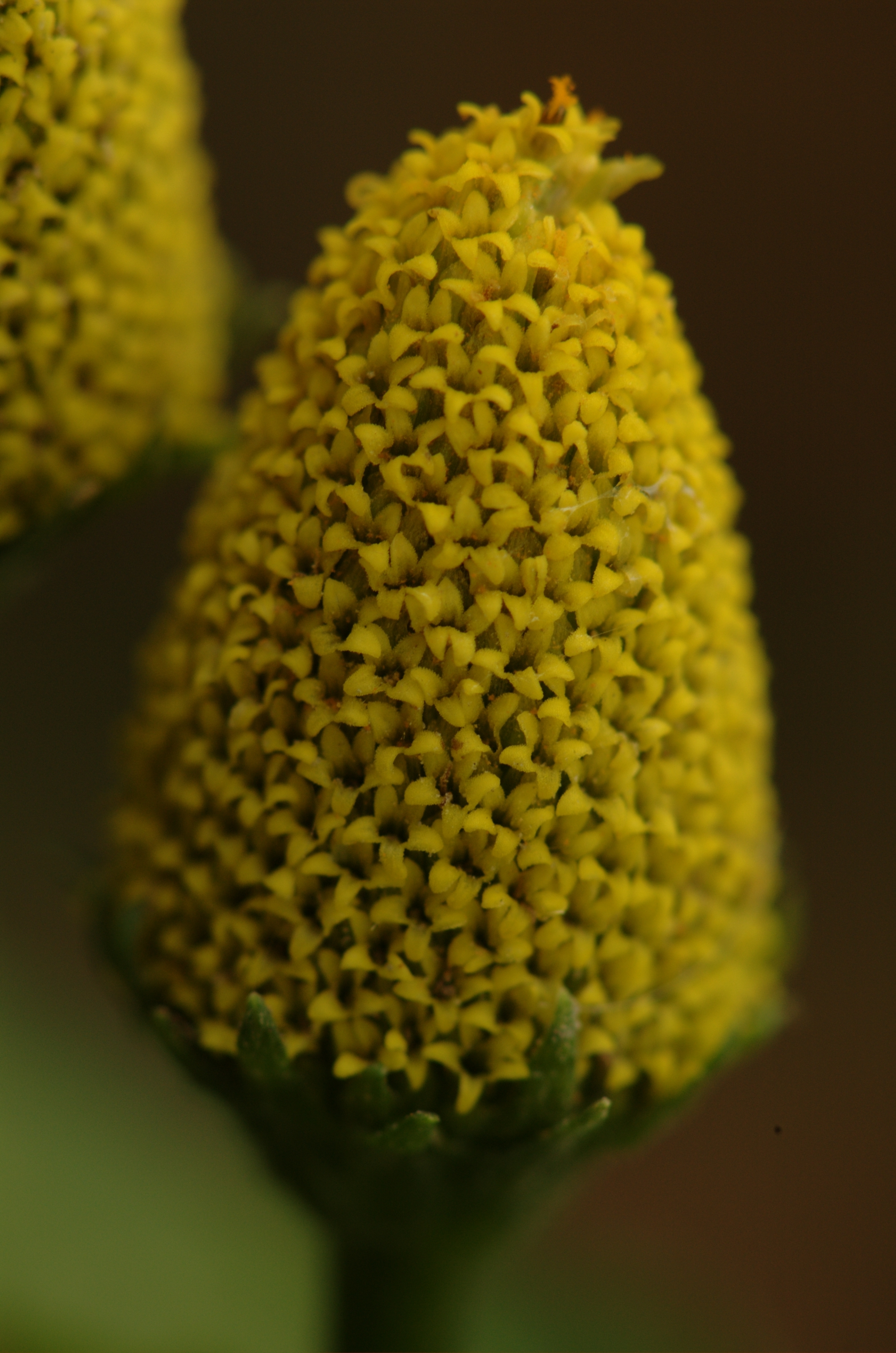
Detalle

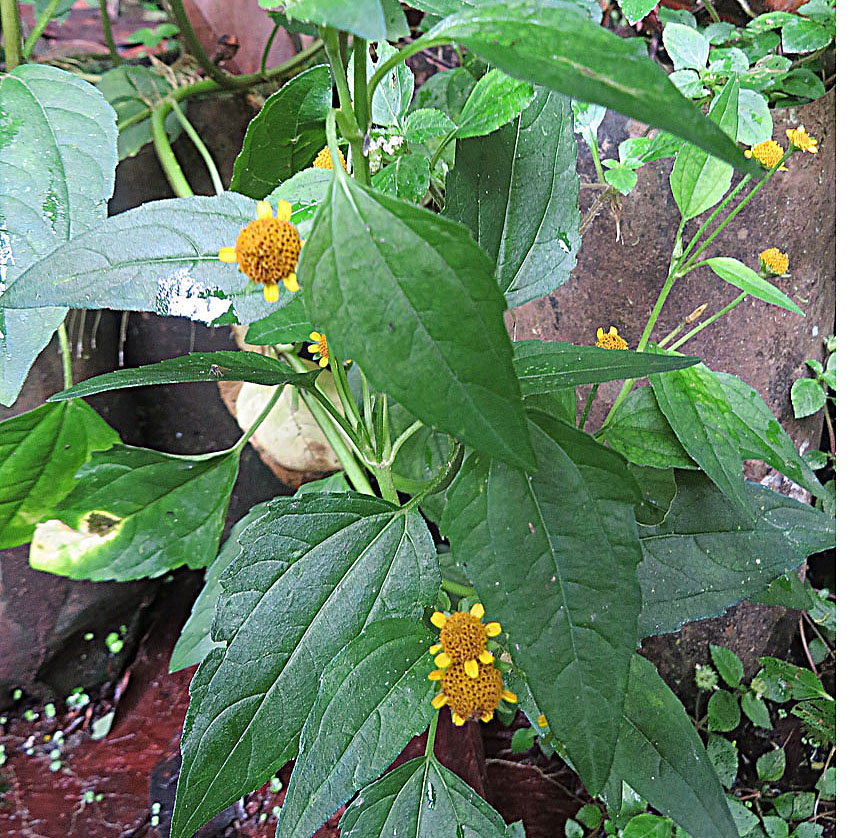
Vista de la planta

Es una planta nativa de los trópicos de Brasil y de Perú, y crece como un ornamento (y ocasionalmente con uso medicinal) en varias partes del mundo. 

## Descripción
Se trata de una pequeña planta que crece rápidamente, con inflorescencias rojas. Debido a su sensibilidad a las heladas crece sólo en los climas templados.

## Usos

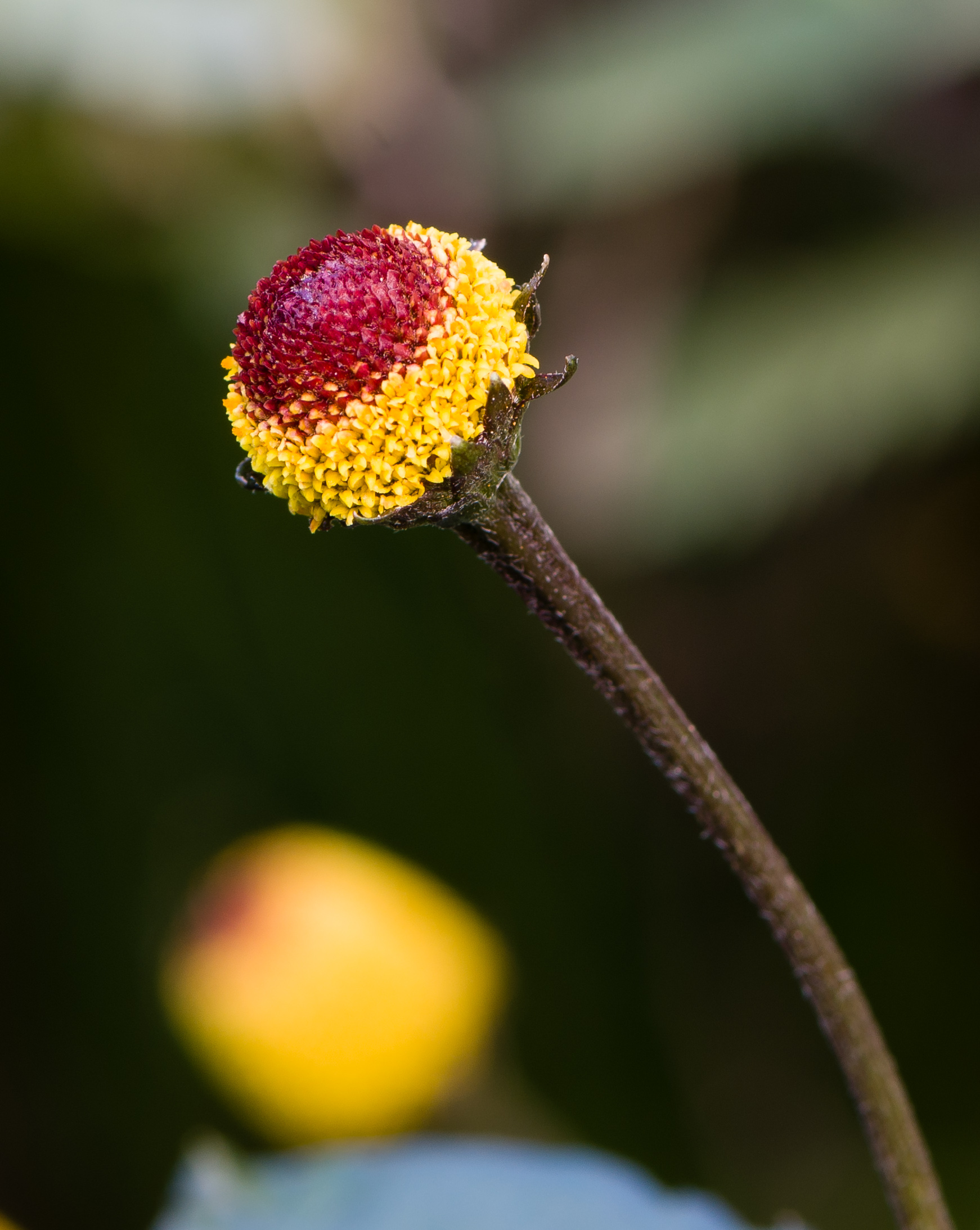
Acmella oleracea Grugapark

Para los usos culinarios se emplea sólo una pequeña parte de las hojas y proporciona un sabor único en las ensaladas. Las hojas cocinadas pierden su fuerte sabor y puede ser empleada como una verdura de hoja. Tanto fresco como cocinada se emplea en la gastronomía de Brasil como ingrediente de diferentes platos, como el tacacá. Las hojas y las inflorescencias se utilizan en la medicina popular en la región norte del país para el tratamiento de enfermedades de la boca y la garganta, así como tuberculosis y pulmonares, y cálculos biliares. Las hojas y las flores masticados dan una sensación de hormigueo en los labios y la lengua, debido a su acción anestésica local y, por tanto, se utiliza para el dolor de dientes y como estimulante del apetito. En infusión también se utilizan contra la anemia, escorbuto, dispepsia y como estimulante estomacal.
La sustancia responsable de la acción anestésica en la mucosa oral es un -isobutylamide llamada espilantol. En su composición química, y espilantol, se mencionan espilantina, afinina, colina y fitosterina. Una variedad de esta planta se emplea en platos de la cocina del sudeste asiático.

## Taxonomía
Acmella oleracea fue descrita por (L.) R.K.Jansen y publicado en Systematic Botany Monographs 8: 65. 1985.
Sinonimia
- Anacyclus pyrethraria (L.) Spreng.
- Bidens fervida Lam.
- Bidens fusca Lam.
- Cotula pyrethraria L.
- Isocarpha pyrethraria (L.) Cass.
- Pyrethrum spilanthus Medik.
- Spilanthes acmella var. oleracea (L.) C.B.Clarke	'
- Spilanthes fusca hort.par. ex Lam.
- Spilanthes oleracea var. fusca (Lam.) DC.
- Spilanthes radicans Schrad. ex DC.[4]

## Aceite de Jambu

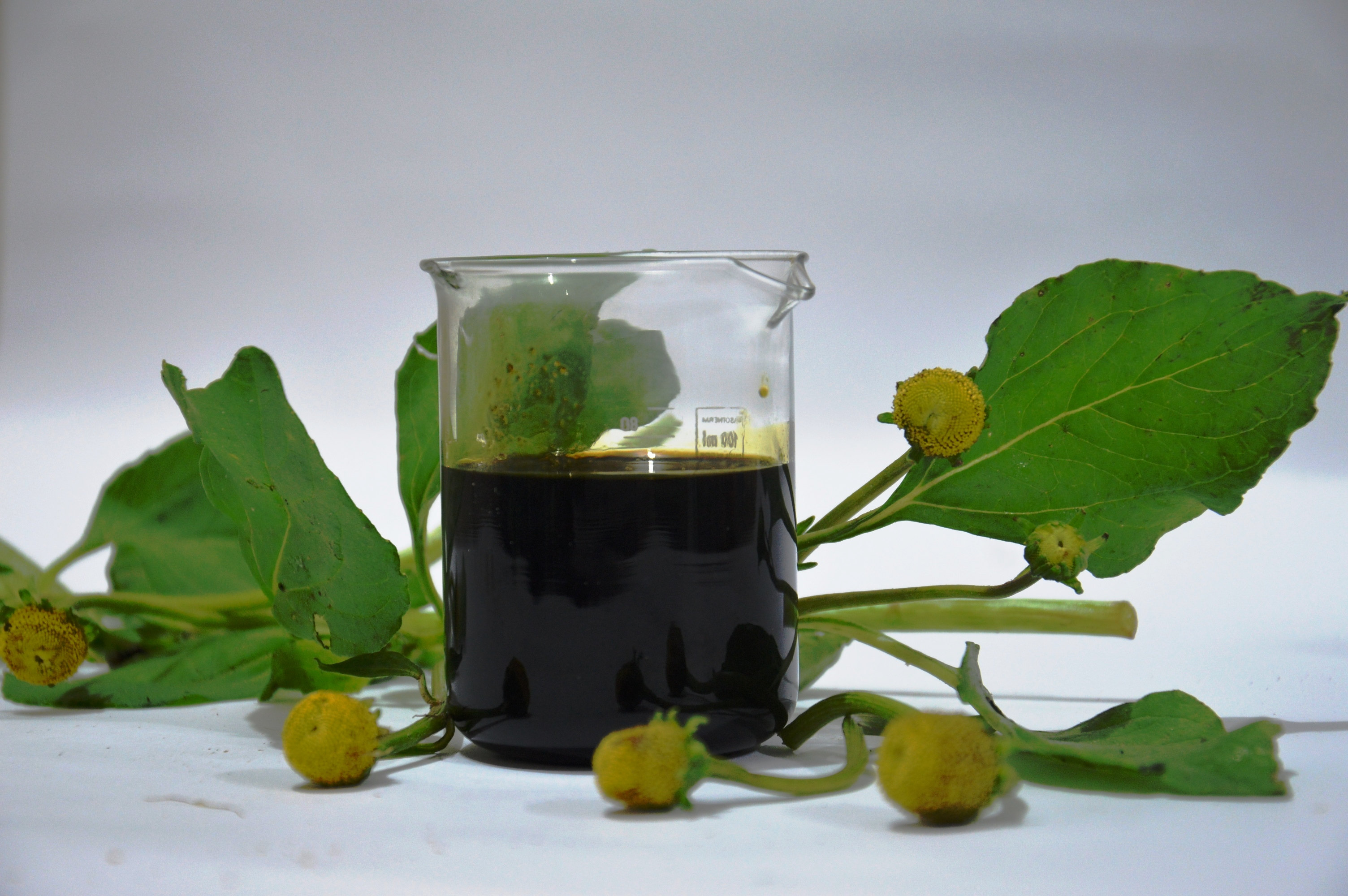
Aceite de Jambu

El aceite esencial, rico en antioxidantes, propiedades diuréticas y antiinflamatorias. El compuesto obtenido es abundante en espilantol sustancia bioactivo muy versátil, con aplicaciones potenciales en los farmacéuticos, cosméticos y artículos de tocador. El espilantol se extrae de las flores, las hojas y el tallo jambu.

## Nombres comunes
- destrucción de cirujanos, berro del Pará, hagonoi de Filipinas, remedio de los pobres, hierba de Maluco.[6]